# District de Mporokoso
Le district de Mporokoso est un district de Zambie, situé dans la Province Septentrionale. Sa capitale se situe à Mporokoso. Selon le recensement zambien de 2000, le district a une population de 73 929 personnes.